# Умершие в феврале 1943 года
Это список известных людей, соответствующих установленным критериям значимости (см. Википедия:Критерии значимости персоналий), умерших в феврале 1943 года.
Причина смерти указывается лишь в исключительных случаях (убийство, самоубийство, гибель в результате военных действий, смертная казнь, ДТП или несчастные случаи). В остальных случаях — не указывается.

## 1 февраля
- Пётр Козлов — Герой Советского Союза.

## 2 февраля
- Ангерн, Гюнтер (49) — немецкий военачальник, генерал-лейтенант вермахта, командующий различными танковыми дивизиями во время Второй мировой войны. Кавалер Рыцарского креста Железного креста. Покончил жизнь самоубийством в Сталинграде
- Чиркин, Павел Иванович — Герой Советского Союза.

## 3 февраля
- Андрицкий, Алоиз — блаженный Католической Церкви, священник, мученик. Первый католический блаженный из числа лужичан. Погиб в Дахау

## 4 февраля
- Полковников, Павел Михайлович — Герой Советского Союза.
- Боярский Михаил Кириллович,1923г.р.-красноармеец

## 6 февраля
- Мальцев, Семён Петрович (41) — советский военачальник, участник Великой Отечественной войны.
- Нсанбаев, Боран — Герой Советского Союза.
- Розенберг, Артур (53) — немецкий марксистский историк и политик.

## 7 февраля
- Арнольдсон, Сигрид (81) — шведская оперная певица (сопрано) и музыкальный педагог.
- Михаил Корницкий — Герой Советского Союза.

## 8 февраля
- Алексей Лярский (19) — советский актёр, исполнитель роли Алёши Пешкова.
- Степан Перекальский (44) — Герой Советского Союза.

## 9 февраля
- Гуннар Гундерсен (60) — австралийский шахматист норвежского происхождения.
- Григорий Кагамлык (19—20) — сержант Рабоче-крестьянской Красной Армии, участник Великой Отечественной войны, Герой Советского Союза.
- Кошевой, Олег Васильевич (16) — Герой Советского Союза, участник и один из организаторов подпольной антифашистской организации «Молодая гвардия».
- Маниаф, Афзал Афзалович (45—46) — советский партийный деятель. Член Коммунистической партии с 1917 года.
- Огурцов, Дмитрий Уварович (20) — подпольщик и участник Великой Отечественной войны, участник антифашистской организации «Молодая гвардия».
- Хаазе, Курт (61) — немецкий военный деятель, генерал-полковник.
- Любовь Шевцова (18) — комсомолка, активная участница, член штаба подпольной антифашистской организации «Молодая гвардия», Герой Советского Союза.

## 10 февраля
- Голубятников, Виталий Николаевич (12) — юный герой-пионер, партизан Великой Отечественной войны.
- Голубятникова, Елена Николаевна (16) — юная герой-пионер, партизан Великой Отечественной войны.
- Чаленко, Виктор Николаевич (16) — юный герой-пионер.

## 12 февраля
- Малышев, Виктор Фёдорович (28) — Герой Советского Союза.
- Сугеров, Борис Андреевич (21) — Герой Советского Союза.

## 13 февраля
- Селивёрстов, Василий Алексеевич — кадровый офицер Русской императорской армии.

## 14 февраля
- Карл Зигель (70) — австрийский философ.
- Куников, Цезарь Львович (33) — советский офицер, командир десантного отряда, захватившего плацдарм «Малая Земля», Герой Советского Союза.

## 15 февраля
- Ахсаров, Энвер Бимболатович — командир 227 стрелкового полка, 183-й дивизии Воронежского фронта, майор. Герой Советского Союза (посмертно) (1944). Погиб в бою.
- Бабич, Георгий Павлович (80) — русский генерал-лейтенант, участник гражданской войны в России. Умер в эмиграции в Ницце (Франция)
- Казакевич, Павел Константинович (38) — Герой Советского Союза.
- Курячий, Константин Николаевич (33) — Герой Советского Союза.

## 16 февраля
- Виктор Миронов — Герой Советского Союза.

## 17 февраля
- Альтер, Виктор — видный деятель Бунда, его руководитель (1919—1939), один из организаторов Международного еврейского антигитлеровского комитета. Расстрелян органами НКВД
- Богаевский, Константин Фёдорович (71) — русский художник-пейзажист.
- Фенц, Фридрих (50) — один из руководителей немецкого оккупационного режима в Белоруссии, группенфюрер СА.
- Шаров, Иван Александрович (31) — Герой Советского Союза.

## 18 февраля
- Кашира, Ежи (38) — блаженный Римско-католической церкви, монах, священник, мученик.
- Михаил Криворотов (22) — Герой Советского Союза.
- Лещевич, Антоний (52) — блаженный Римско-католической церкви, монах, священник, мученик.

## 19 февраля
- Шибанков, Василий Иванович (33) — Герой Советского Союза.

## 20 февраля
- Анискин, Александр Дмитриевич (24) — участник Великой Отечественной войны, старший лётчик 32-го гвардейского истребительного авиационного полка (210-я истребительная авиационная дивизия, 1-й истребительный авиационный корпус, 3-я воздушная армия, Калининский фронт), Герой Советского Союза (посмертно)(1943), гвардии старший лейтенант. Погиб в воздушном бою.
- Комлева, Галина (15) — пионер-герой, связная партизанского отряда в годы Великой Отечественной войны.
- Маринин, Виктор Иванович (19) — Герой Советского Союза.

## 21 февраля
- Лузенин, Геннадий Павлович (35) — советский хоровой дирижёр и педагог.

## 22 февраля
- Амаев, Махмуд Мутиевич — снайпер, чеченец по происхождению. Во время Великой Отечественной войны уничтожил 117 (по другим данным 186) немецких солдат и офицеров. Погиб на фронте.
- Ляпунов, Борис Михайлович (80) — лингвист-славист, академик АН СССР (1923) и Польской АН (1930), член-корреспондент Болгарской (1932) и Чешской (1934) академий.
- Носсиг, Альфред — польский публицист, поэт и скульптор. Деятель сионистского движения.
- Николай Приходько(22) — Герой Советского Союза.
- Шолль, Ганс (24) — активист Сопротивления нацистскому режиму в Германии, один из участников антифашистской организации «Белая роза»; казнён на гильотине.
- Шолль, Софи (21) — сестра Ганса Шолля, одна из создателей и участница организации «Белая роза»; казнена на гильотине.
- Пробст, Кристоф (23) — студент медицинского факультета, член студенческой антифашистской организации «Белая роза»; казнён на гильотине.

## 23 февраля
- Дудко, Степан Иванович (44) — советский военачальник, генерал-майор.
- Кравченко, Григорий Пантелеевич (30) — генерал-лейтенант авиации, лётчик-ас, дважды Герой Советского Союза; погиб в воздушном бою.
- Семен Морозов (28) — Герой Советского Союза.
- Терзиман, Александру (48) — румынский и молдавский (бессарабский) журналист, редактор, литератор и переводчик.
- Шаймуратов, Минигали Мингажевич (43) — генерал-майор, командир легендарной 112-й башкирской кавалерийской дивизии.

## 24 февраля
- Воронцов, Алексей Парамонович (27) — Герой Советского Союза.
- Славуцкий, Михаил Михайлович — советский дипломат.
- Трусевич, Николай Александрович (33) — советский футболист, вратарь, игрок киевского «Динамо».

## 26 февраля
- Эйке, Теодор (50) — государственный и военный деятель Третьего рейха, обергруппенфюрер СС, первый командир 3-й танковой дивизии СС «Мёртвая голова» («Тотенкопф»), один из создателей системы концентрационных лагерей в нацистской Германии. Погиб в сбитом самолёте.

## 27 февраля
- Азев, Михаил Ефимович (36) участник Великой Отечественной войны, командир взвода 2-го гвардейского кавалерийского полка 2-й гвардейской кавалерийской дивизии 1-го гвардейского кавалерийского корпуса 6-й армии Юго-Западного фронта, Герой Советского Союза (посмертно) (1943), гвардии лейтенант.
- Вишневский, Александр Леонидович (82) — российский актёр, один из создателей Московского Художественного театра.]
- Матросов, Александр Матвеевич (19) — Герой Советского Союза, рядовой пехоты, ставший известным благодаря самопожертвенному подвигу, когда он закрыл своей грудью амбразуру немецкого дзота.
- Хацкевич, Александр Исакович (48) — партийный и государственный деятель БССР и СССР.

## 28 февраля
- Алексеев, Георгий Александрович (25) — советский военный лётчик, участник Великой Отечественной войны, командир звена 21-го дальнебомбардировочного авиационного полка 50-й авиационной дивизии авиации дальнего действия (АДД), Герой Советского Союза (посмертно) (1942), старший лейтенант. Погиб на фронте
- Ахунбабаев, Юлдаш Ахунбабаевич (57) — советский партийный и государственный деятель, первый Председатель Центрального Исполнительного Комитета Узбекской ССР (1925—1938), Председатель Президиума Верховного Совета Узбекской ССР (1938—1943)
- Владимир Моргуненко (37) — Герой Советского Союза.